# Saad Tedjar
Saad Tedjar (ar. سعد تجار, ur. 15 stycznia 1986 w Bidżaji) – algierski piłkarz grający na pozycji pomocnika.

## Kariera klubowa
Swoją karierę piłkarską Tedjar rozpoczął w klubie Paradou AC. W sezonie 2006/2007 zadebiutował w jego barwach w pierwszej lidze algierskiej. W debiutanckim sezonie spadł z Paradou do drugiej ligi.
W 2009 roku Tedjar przeszedł do JS Kabylie. Zadebiutował w nim 6 sierpnia 2009 w przegranym 0:1 wyjazdowym meczu z CA Bordj Bou Arrérid. W sezonie 2010/2011 zdobył z JS Kabylie Puchar Algierii.
Latem 2012 roku Tedjar został zawodnikiem USM Algier. Swój debiut w nim zanotował 15 września 2012 w zremisowanym 1:1 domowym meczu z CS Constantine. Następnie grał w ASO Chlef, MO Béjaïa i CA Bordj Bou Arreridj.
| Sezon   | Klub                  | Kraj     | Rozgrywki         | Mecze | Bramki |
| ------- | --------------------- | -------- | ----------------- | ----- | ------ |
| 2006/07 | Paradou AC            | Algieria | Première Division | 27    | 2      |
| 2007/08 | Paradou AC            | Algieria | Deuxième Division | 31    | 4      |
| 2008/09 | Paradou AC            | Algieria | Deuxième Division | 30    | 9      |
| 2009/10 | JS Kabylie            | Algieria | Première Division | 27    | 3      |
| 2010/11 | JS Kabylie            | Algieria | Première Division | 22    | 3      |
| 2011/12 | JS Kabylie            | Algieria | Première Division | 19    | 2      |
| 2012/13 | USM Algier            | Algieria | Première Division | 16    | 1      |
| 2013/14 | ASO Chlef             | Algieria | Première Division | 23    | 4      |
| 2014/15 | ASO Chlef             | Algieria | Première Division | 24    | 5      |
| 2015/16 | MO Béjaïa             | Algieria | Première Division | 12    | 0      |
| 2015/16 | ASO Chlef             | Algieria | Deuxième Division | 8     | 0      |
| 2016/17 | CA Bordj Bou Arreridj | Algieria | Deuxième Division | 20    | 1      |

## Kariera reprezentacyjna
W reprezentacji Algierii Tedjar zadebiutował 12 listopada 2011 roku w wygranym 1:0 towarzyskim meczu z Tunezją. W 2013 roku został powołany do kadry na Puchar Narodów Afryki 2013.